# Brycinus affinis
Brycinus affinis е вид лъчеперка от семейство Alestidae. Видът не е застрашен от изчезване.

## Разпространение
Разпространен е в Етиопия, Сомалия и Танзания.

## Описание
На дължина достигат до 14,7 cm.